# Jack Williams (ishockeyspelare)
Jack Williams, född 2 mars 2002, är en amerikansk professionell ishockeyforward som spelar för Columbus Blue Jackets i National Hockey League (NHL).
Han har tidigare spelat för Northeastern Huskies i National Collegiate Athletic Association (NCAA) och Team USA och Muskegon Lumberjacks i United States Hockey League (USHL).
Williams blev aldrig NHL-draftad.

## Statistik
| 2016–2017   | Berwick Bulldogs         |             | 29  | 9  | 15 | 24  | —  | —  | — | —  | —  | — |
| 2017–2018   | South Kent Cardinals U15 |             | 49  | 37 | 42 | 79  | —  | —  | — | —  | —  | — |
| 2018–2019   | South Kent Cardinals U16 |             | 38  | 29 | 28 | 57  | —  | —  | — | —  | —  | — |
|             | Team USA                 | USHL        | 2   | 0  | 0  | 0   | 0  | —  | — | —  | —  | — |
|             | U.S. National U17 Team   |             | 2   | 0  | 0  | 0   | 0  | —  | — | —  | —  | — |
|             | Muskegon Lumberjacks     | USHL        | 9   | 3  | 3  | 6   | 2  | 8  | 2 | 1  | 3  | 0 |
| 2019–2020   | Muskegon Lumberjacks     | USHL        | 44  | 6  | 7  | 13  | 6  | —  | — | —  | —  | — |
| 2020–2021   | Muskegon Lumberjacks     | USHL        | 52  | 18 | 20 | 38  | 30 | 4  | 0 | 2  | 2  | 0 |
| 2021–2022   | Muskegon Lumberjacks     | USHL        | 58  | 18 | 41 | 59  | 22 | 9  | 4 | 7  | 11 | 2 |
| 2022–2023   | Northeastern Huskies     | NCAA        | 35  | 6  | 11 | 17  | 4  | —  | — | —  | —  | — |
| 2023–2024   | Northeastern Huskies     | NCAA        | 34  | 17 | 19 | 36  | 8  | —  | — | —  | —  | — |
| 2024–2025   | Columbus Blue Jackets    | NHL         | 1   | 0  | 0  | 0   | 0  | —  | — | —  | —  | — |
|             | Northeastern Huskies     | NCAA        | 37  | 16 | 25 | 41  | 25 | —  | — | —  | —  | — |
| NHL totalt  | NHL totalt               | NHL totalt  | 1   | 0  | 0  | 0   | 0  | —  | — | —  | —  | — |
| NCAA totalt | NCAA totalt              | NCAA totalt | 106 | 39 | 55 | 94  | 37 | —  | — | —  | —  | — |
| USHL totalt | USHL totalt              | USHL totalt | 165 | 45 | 71 | 116 | 60 | 21 | 6 | 10 | 16 | 2 |

### Internationellt
| Källa: Uppdaterad: 2025-04-18 | Källa: Uppdaterad: 2025-04-18 | Källa: Uppdaterad: 2025-04-18 |         | Utv = Utvisningsminuter | Utv = Utvisningsminuter | Utv = Utvisningsminuter | Utv = Utvisningsminuter | Utv = Utvisningsminuter |
| År                            | Lag                           | Mästerskap                    | Matcher | Mål                     | Assists                 | Poäng                   | Utv                     |                         |
| ----------------------------- | ----------------------------- | ----------------------------- | ------- | ----------------------- | ----------------------- | ----------------------- | ----------------------- | ----------------------- |
| 2019                          | USA                           | Hlinka Gretzky                | 4       | 1                       | 0                       | 1                       | 0                       |                         |
| Junior totalt                 | Junior totalt                 | Junior totalt                 | 4       | 1                       | 0                       | 1                       | 0                       |                         |